# Dresden, Tennessee
Dresden är administrativ huvudort i Weakley County i Tennessee. Orten har fått sitt namn efter den tyska staden Dresden.

## Kända personer från Dresden
- Mike Pyle, MMA-utövare